# Kannagi
Kannagi (jap. かんなぎ), im Untertitel als „Crazy Shrine Maidens“ bezeichnet, ist eine noch nicht abgeschlossene Manga-Reihe der Autorin und Zeichnerin Eri Takenashi, die von Dezember 2005 bis Dezember 2008 in Japan innerhalb des Shōnen-Magazins Comic Rex publiziert wurde. Die aus gesundheitlichen Gründen ausgesetzte Serie erscheint wieder ab Juli 2011 im gleichen Magazin, in dem seit April 2010 auch der von Takanashis Bruder Shin’ichi Yūki gezeichneter Spin-off-Manga Kanpachi veröffentlicht wird. Im Jahr 2008 wurde der Manga von A-1 Pictures in Form einer Anime-Fernsehserie adaptiert, die von Oktober bis Dezember 2008 in Japan erstausgestrahlt wurde.

## Titel
Der Titel Kannagi ist in Hiragana geschrieben die nur die Aussprache wiedergeben, jedoch nicht wie bei Kanji eine Bedeutung vorgeben. Die übliche Bedeutung des Wortes ist eine archaische Bezeichnung für Diener der Kami (Shintō-Götter) bzw. Medien, im Falle von Frauen teilweise gleichbedeutend mit Miko (engl. shrine maiden). Die Serie selber spielt in der fiktiven Stadt Kannagi um den Kannagi-Schrein in der Schreibweise 神薙, was sich im Speziellen auf göttlichen (神, kami, kan-) Schutz vor Erdrutschen (薙, nagi) bezieht.
Eine weitere Bedeutung von Kannagi ist „göttliche Nagi, Gottes-Nagi“ (Nageia nagi – ein Steineibengewächs).

## Handlung
Als kleiner Junge traf Jin Mikuriya (御厨 仁, Mikuriya Jin) ein Göttlichkeit ausstrahlendes Mädchen am heiligen Baum (shinboku) des Kannagi-Schreins. Jahre später schnitzt er für ein Schulprojekt nach dem Antlitz des Mädchens aus dem Holz dieses Nagi-Baums eine Figur, die plötzlich zum Leben erwacht. Diese stellt sich als shintōistische lokale Schutzgöttin (ubusunagami) Nagi (ナギ) vor, die nach vielen Jahren des Schlafes durch die Kunstfertigkeit von Jin erwachte. Nagi hat das Ziel die Unreinheiten in Form von für Menschen unsichtbarer Wesen die diese befallen zu beseitigen, die sich nun nach dem Fällen ihres heiligen Baumes ausbreiten. Sich hat jedoch nicht nur ihre konkreten Erinnerungen an ihre Vergangenheit, sondern auch einen großen Teil ihrer Kräfte verloren, so dass Jin der diese Wesen ebenfalls sehen und berühren kann ihr hilft. Nagis Charakter ist eher schelmisch und kindisch, gelegentlich tritt jedoch eine zweite Persönlichkeit hervor die eine göttliche Milde ausstrahlt und entsprechende Fähigkeiten hat.
Da Nagi die Hilfe von Jin benötigt, zieht sie als seine Halbschwester getarnt in dessen Wohnung ein. Zunächst nur von Jins Kindheitsfreundin Tsugumi Aoba (青葉 つぐみ, Aoba Tsugumi) bemerkt verstricken sich die beiden anfangs sehr schnell in ihrer Lügengeschichte und rufen ein Missverständnis nach dem anderen hervor.
Nagi besitzt eine jüngere Schwester namens Zange (ざんげ, dt. „Beichte“) deren Kraft noch intakt ist, da ihr Baum noch steht und sie sich der, ihrer Meinung nach, stärkeren Religion des Christentums angeschlossen hat und sich entsprechend als Nonne kleidet. Zange gibt sich nach außen mild und mitfühlend, ist aber eher intrigant und leicht sadistisch. Zange ist nicht an der Jagd auf Unreinheiten interessiert, sondern daran ihre Göttlichkeit zu festigen, indem sie die Menschen dazu bringt, an sie glauben, wozu sie ein Lokal-Idol wird. Zange nutzt den Körper von Jins Schulkameradin Hakua Suzushiro (涼城 白亜, Suzushiro Hakua) als ihr Gefäß (yorishiro). Da Hakua mediale Fähigkeiten hat und böse Geister anzog, wurde sie oft als besessen gebrandmarkt und wollte sich umbringen, bis Zange ihr anbot ihr als Gefäß zu dienen. Hakua liebt Jin, da er als Kind als einziger ihre Fähigkeiten nicht befremdlich fand. Zange wiederum hilft Hakua dabei die Liebe Jins zu gewinnen.
Neben der Jagd nach Unreinheiten entbricht so auch ein Kampf zwischen Zange und Tsugumi um die Liebe Jins. Durch solche Situationen und übertriebene Vorstellungen einzelner Personen kommt es immer wieder zu komischen Situationen im sonst normalen Alltag.

## Manga
Der Manga Kannagi wird von der Künstlerin Eri Takenashi geschrieben und illustriert. Zuvor zeichnete sie Anthologie-Comics zu Werken von Type-Moon und Leaf. Kannagi erscheint seit dem 9. Dezember 2005 innerhalb des Shōnen-Magazins Comic Rex. Seit dem 9. August 2006 wurden erste gebundene Ausgaben (Tankōbon) durch den Verlag Ichijinsha herausgegeben. Bis zum 27. Juni 2013 sind davon acht Ausgaben in Japan erschienen, die jeweils zusammen mit einem Pin-up verkauft wurden, das in Zusammenarbeit mit prominenten Künstlern entstand. Die Künstler der Pinups waren Takashi Takeuchi (von Type-Moon), Ryūkishi07 (von 07th Expansion), Itaru Hinoue (von Key), Yun Kōga (Zeichner des Manga Loveless), Ume Aoki (Zeichner des Manga Hidamari Sketch), Zekkyō (Zeichner des Mangas zu Toradora!),  Namori (Zeichner des Manga Yuru Yuri) und Atsushi Nishigori (Character Designer und Animationsregisseur von Gurren Lagann und des Animes zu The Idolm@ster).
In der Januarausgabe 2009 von Comic Rex wurde bekannt gegeben, dass der Manga vorübergehend aufgrund des Gesundheitszustand der Autorin ausgesetzt wird. Infolge der ersten sehr knapp formulierten Mitteilung verbreitete sich das Gerücht, dass der Manga aufgrund von Beleidigungen von Fans eingestellt worden war. Dem trat der Verleger Ichijinsha entgegen und erklärte, dass Autorin Eri Takenashi sich einer dringenden Operation unterziehen musste und sich derzeit wieder auf dem Weg der Besserung befände.
Ab der Aprilausgabe 2010 erschien in der Comic Rex ein Ableger namens Kanpachi, der von Eri Takanashis Bruder Shin’ichi Yūki (結城 心一) gezeichnet wird. Am 27. Oktober 2010 erschien der erste Sammelband und am 27. Dezember 2013 der sechste.
Nach einer Ankündigung durch den Verlag im September 2010, schrieb die Autorin am 24. Juni 2011 in einem Blog-Eintrag, dass der Manga in der am 27. Juli 2011 erscheinenden September-Ausgabe des Magazins fortgeführt werden soll, wobei der Veröffentlichungsrhythmus, bedingt durch ihren Gesundheitszustand, irregulär sein wird. Der siebte Sammelband erschien schließlich am 27. April 2012, dreieinhalb Jahre nach dem sechsten.
Am 22. Juli 2010 gab Bandai Entertainment bekannt, den Manga für eine englischsprachige Ausgabe lizenziert zu haben. Der erste englische Sammelband erschien am 7. Juni 2011.

## Anime

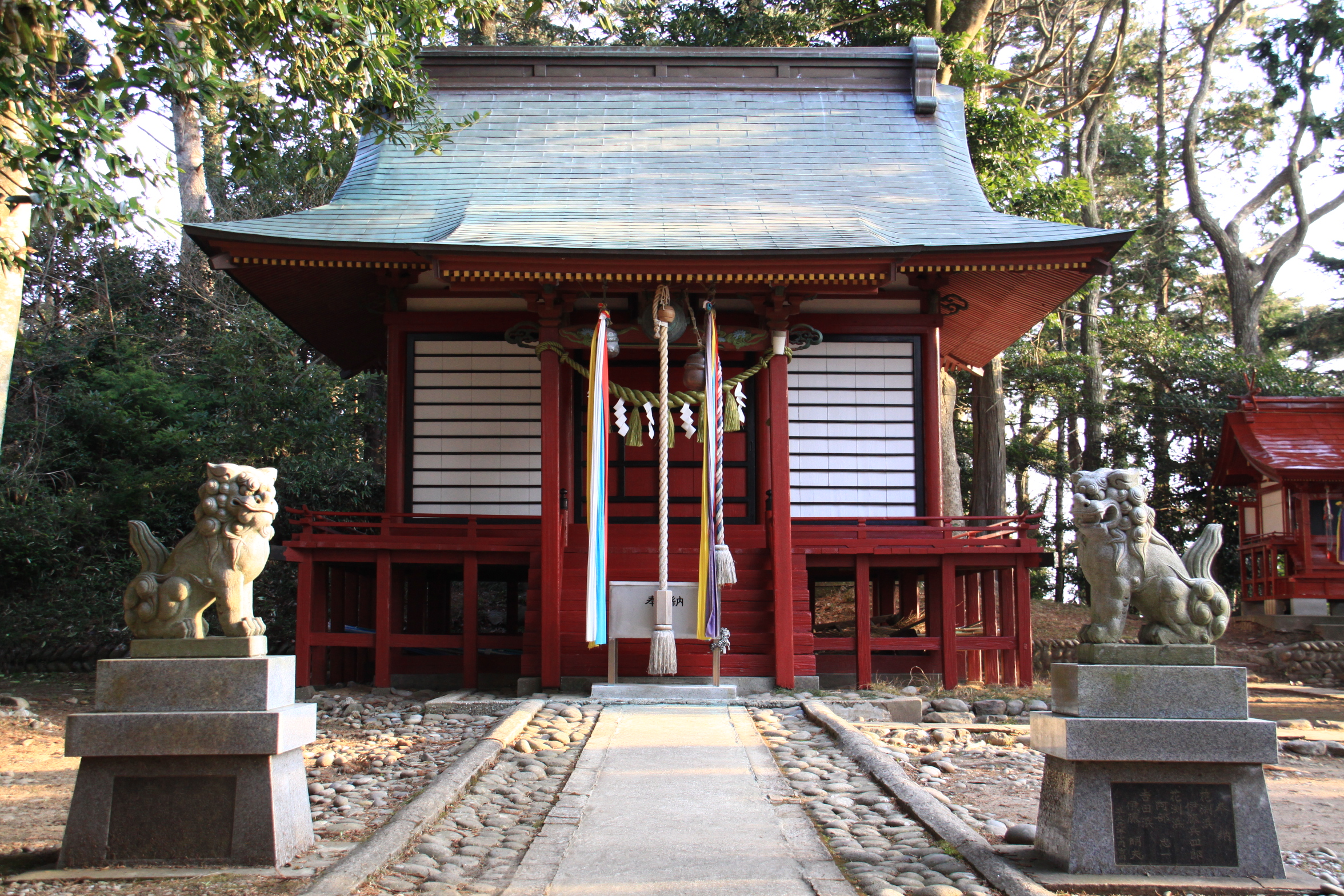
Der Hanabushi-Schrein als Vorbild des Kannagi-Schreins in der Anime-Serie

Im Jahr 2008 produzierte A-1 Pictures eine Anime-Umsetzung des Mangas. Regie führte Yutaka Yamamoto und das Drehbuch schrieb Hideyuki Kurata. Erstmals wurde die dreizehnteilige Fernsehserie vom 4. Oktober bis zum 27. Dezember 2008 auf Tokyo MX sowie zeitlich versetzt auf elf weiteren Sendern im wöchentlichen Rhythmus ausgestrahlt.
Auch im Abspann, außer für die Folgen 7 und 13, wurden entsprechend den Pinups des Mangas Illustrationen von verschiedenen Künstlern verwendet. Diese waren: der Animationsregisseur Satoshi Kadowaki (門脇 聡), Takashi Takeuchi, Okama, Itaru Hinoue, Ume Aoki, Hanaharu Naruco, Zekkyō, Tōru Minazuki (水無月 徹; von Leaf), Takahiro Kimura (木村 貴宏) und Ricca Ōkouchi (大河内 RICCA), Shin’ichi Yūki, Kiyohiko Azuma (Zeichner des Manga von Azumanga Daioh und Yotsuba&!) und Eri Takenashi.
Die Serie wurde in Japan von November 2008 bis Mai 2009 auf sieben DVDs veröffentlicht, wobei die letzte DVD eine 14. Folge (OVA) enthielt. Bandai Entertainment lizenzierte sie für den US-amerikanischen Markt und veröffentlichte die erste von zwei Boxen mit je sieben Folgen am 17. Juli 2009, die zweite am 24. September 2009.

### Synchronisation
| Rolle           | japanische Sprecher (Seiyū) |
| --------------- | --------------------------- |
| Nagi            | Haruka Tomatsu              |
| Jin Mikuriya    | Hiro Shimono                |
| Tsugumi Aoba    | Miyuki Sawashiro            |
| Zange / Hakua   | Kana Hanazawa               |
| Daitetsu Hibiki | Hoshino Takanori            |

### Musik
Die Musik der Serie wurde komponiert von Satoru Kōsaki. Im Vorspann wurde der Titel motto☆Hade ni ne! (motto☆派手にね！, dt. „noch auffälliger“) verwendet. Dieser wurde wie der Abspann Musuhi no Toki (産巣日の時, dt. etwa: „Zeit der Schöpfungskraft“) von Haruka Tomatsu interpretiert.

## Rezeption

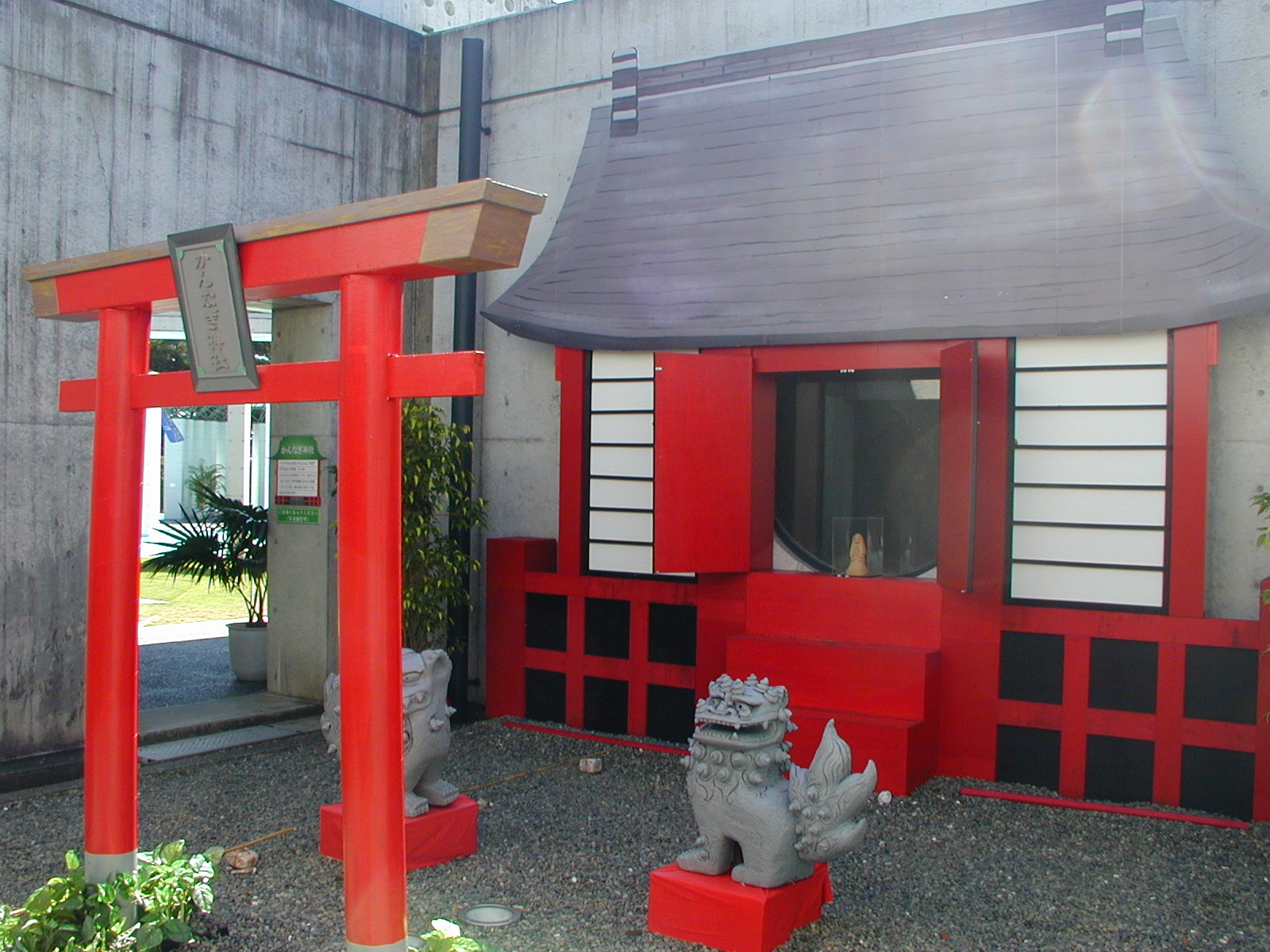
Nachbau des Kannagi-Schreins

Zu Beginn der Ausstrahlung der Serie suchten Fans die Vorlage für die dargestellten Orte, die schließlich im Großraum Sendai in der Präfektur Miyagi gefunden wurden, in der auch die Autorin des Manga geboren wurde. Als Vorlage für den Schrein diente dabei Hanabushi-Schrein (鼻節神社, Hanabushi-jinja) im benachbarten Shichigahama. Die Schreinbesuche stiegen wegen der „Pilgerfahrten“ der Fans um mehr als das fünffache an und zu Neujahr besuchten (hatsumōde) auch Menschen aus weiter entfernten Präfekturen und Hong Kong diesen. Ähnliches passierte bereits ein Jahr zuvor anlässlich des Anime Lucky Star mit dem Washinomiya-Schrein.
Die Industrie- und Handelsgesellschaft Tagajō-Shichigahama veranstaltete zwischen dem 25. Juli und dem 16. August eine Tourismuskampagne bei der u. a. die Werke Eri Takenashi ausgestellt wurden und im Kulturzentrum Shichigahama Kokusaimura (七ケ浜国際村) wurde eine Replik des im Anime gezeigten Kannagi-Schrein errichtet.